# Salmo 58
Il salmo 58 (57 secondo la numerazione greca) costituisce il cinquantottesimo capitolo del Libro dei salmi.
È tradizionalmente attribuito al re Davide. Tratta il tema della giustizia.